# Колиганек (Аляска)
Колиганек (англ. Koliganek) — статистически обособленная местность, который находится в Диллингхеме, штат Аляска, США. По данным переписи 2010 года население составляло 209 человек.

## География
По данным Бюро переписи населения США, статистически обособленная местность имеет общую площадь 16,8 квадратной мили (43,4 км²), из которых 0,02 квадратной мили (0,04 км²), или 0,10 %, является водой.

## Демография
Согласно переписи населения 2000 года в статистически обособленной местности было 182 человека. Плотность населения составляла 14,6 человек на квадратную милю (5,6 / км2). Было 77 единиц жилья со средней плотностью 6,2 / кв. Миль (2,4 / км2). Расовый состав статистически обособленной местности составлял 10,44 % белых, 87,36 % индейцев, 2,20 % от других рас. 2,20 % населения были латиноамериканцами или латиноамериканцами любой расы.
Было 53 домашних хозяйства, из которых 43,4 % имели детей в возрасте до 18 лет, проживающих с ними, 52,8 % были женатыми парами, живущими вместе, у 9,4 % была мать-одиночка, а 32,1 % были не женатыми. 26,4 % всех домохозяйств состоят из отдельных лиц и 5,7 % из них одинокие люди в возрасте 65 лет и старше. Средний размер домохозяйства составил 3,43, а средний размер семьи — 4,44.
В статистически обособленной местности население было распространено по следующим возрастным категориям: с 42,3 % в возрасте до 18 лет, 6,6 % с 18 до 24, 31,3 % с 25 до 44, 11,5 % с 45 до 64 и 8,2 % в возрасте 65 лет и старше. Медианный возраст составлял 26 лет. На каждые 100 женщин приходилось 122,0 мужчин. На каждые 100 женщин в возрасте 18 лет и старше приходилось 133,3 мужчин.
Средний доход для домашнего хозяйства в статистически обособленной местности составлял 44 583 доллара США, а средний доход для семьи составлял 51 042 доллара США. У мужчин средний доход составил 31 250 долларов против 30 417 долларов у женщин. Доход на душу населения для статистически обособленной местности составлял 13 242 доллара. Около 14,9 % семей и 19,3 % населения были ниже черты бедности, в том числе 20,0 % из них моложе восемнадцати лет и 53,3 % шестидесяти пяти или более лет.

## Образование
В деревне работает школа.
.